# وهبة الزحيلي
وهبة بن مصطفى الزُّحَيْلي (1932 - 8 أغسطس 2015)، أحد أبرز علماء أهل السنة والجماعة من سوريا في العصر الحديث، عضو المجامع الفقهية بصفة خبير في مكة وجدة والهند وأمريكا والسودان. ورئيس قسم الفقه الإسلامي ومذاهبه في كلية الشريعة بجامعة دمشق. حصل على جائزة أفضل شخصية إسلامية في حفل استقبال السنة الهجرية الذي أقامته الحكومة الماليزية سنة 2008 في مدينة بوتراجاي.

## مولده ونشأته
ولد في بلدة دير عطية من مدن ريف دمشق عام 1932، وكان والده حافظًا للقرآن الكريم عاملًا بحزم به، محبًّا للسنة النبوية، مزارعًا تاجرًا. درس الابتدائية في بلد الميلاد في سوريا، ثم المرحلة الثانوية في الكلية الشرعية في دمشق مدة ست سنوات وكان ترتيبه الامتياز والأول على جميع حملة الثانوية الشرعية عام 1952، وحصل فيها على الثانوية العامة الفرع الأدبي أيضًا.

## تحصيله العلمي
تابع تحصيله العلمي في كلية الشريعة بالأزهر الشريف، فحصل على الشهادة العالية وكان ترتيبه فيها الأول عام 1956 ثم حصل على إجازة تخصص التدريس من كلية اللغة العربية بالأزهر، وصارت شهادته العالمية مع إجازة التدريس. درس أثناء ذلك علوم الحقوق وحصل على ليسانس الحقوق من جامعة عين شمس بتقدير جيد عام 1957. نال دبلوم معهد الشريعة الماجستير عام 1959 من كلية الحقوق بجامعة القاهرة.
حصل على شهادة الدكتوراه في الحقوق (الشريعة الإسلامية) في 15 رمضان 1382 الموافق 9 شباط 1963 بمرتبة الشرف الأولى مع توصية بتبادل الرسالة مع الجامعات الأجنبية، وموضوع الأطروحة آثار الحرب في الفقه الإسلامي ـ دراسة مقارنة بين المذاهب الثمانية والقانون الدولي العام بإشراف الدكتور محمد سلام مدكور.

## شيوخه
تلقى العلم على يدي كثير من المشايخ، منهم:

### من شيوخه في دمشق
- محمود ياسين في الحديث النبوي.
- محمود الرنكوسي في العقائد.
- حسن الشطي في الفرائض.
- هاشم الخطيب في الفقه الشافعي.
- لطفي الفيومي في أصول الفقه ومصطلح الحديث.
- أحمد السماق في التجويد.
- حمدي جويجاتي في علوم التلاوة.
- أبو الحسن القصاب في النحو والصرف
- حسن حبنكة والشيخ صادق حبنكة الميداني في علم التفسير.
- صالح الفرفور في علوم اللغة العربية كالبلاغة والأدب العربي.
- حسن الخطيب، وعلي سعد الدين والشيخ صبحي الخيزران، وكامل القصار في الحديث النبوي والأخلاق.
- جودت المارديني في الخطابة.
- رشيد الساطي والأستاذ حكمت الساطي في التاريخ والأخلاق.
- ناظم محمود نسيمي، وماهر حمادة في التشريع، وآخرون في الكيمياء والفيزياء والإنجليزية وغيرها من العلوم العصرية.

### من شيوخه في مصر
- شيخ الأزهر محمود شلتوت.
- عبد الرحمن تاج.
- عيسى منّون في الفقه المقارن عميد كلية الشريعة.
- جاد الرب رمضان في الفقه الشافعي.
- محمود عبد الدايم في الفقه الشافعي،.
- مصطفى عبد الخالق وشقيقه عبد الغني عبد الخالق في أصول الفقه.
- عثمان المرازقي، وحسن وهدان في أصول الفقه.
- الظواهري الشافعي في أصول الفقه.
- مصطفى مجاهد في الفقه الشافعي.
- محمد أبو زهرة والشيخ علي الخفيف ومحمد البنا ومحمد الزفزاف ومحمد سلام مدكور وفرج السنهوري في الدراسات العليا في الفقه المقارن وأصول الفقه وأحد الأئمة المجتهدين.

## تلاميذه
- محمد الزحيلي شقيقه.
- محمد فاروق حمادة.
- محمد نعيم ياسين.
- عبد الستار أبو غدة.
- عبد اللطيف فرفور.
- محمد أبو ليل
- الشيخ نوح القضاة
- عبد السلام العبادي.
- محمد الشربجي.
- ماجد أبو رخية.
- بديع السيد اللحام.
- حمزة حمزة.

## جهوده
- عين مدرساً بجامعة دمشق عام 1963 ثم أستاذاً مساعداً سنة 1969 ثم أستاذاً عام 1975 وعمله التدريس والتأليف والتوجيه وإلقاء المحاضرات العامة والخاصة، التخصص الدقيق في الفقه وأصول الفقه، ويدرّسهما مع الفقه المقارن في كلية الشريعة ومواد الشريعة في كلية الحقوق بجامعة دمشق والدراسات العليا فيهما.
- أعير إلى كلية الشريعة والقانون بجامعة محمد بن علي السنوسي بمدينة البيضاء في ليبيا لمدة سنتين ثم كلّف بعدئذ بمحاضرات فيها في الدراسات العليا.
- أعير إلى كلية الشريعة والقانون بجامعة الإمارات لمدة خمس سنوات من 1984 ـ 1989.
- أعير بصفة أستاذ زائر إلى جامعة الخرطوم، قسم الشريعة وإلى أم درمان الإسلامية لإلقاء محاضرات في الفقه وأصول الفقه على طلاب الداسات العليا.
- أعير لمدة سنتين للدراسات العليا بكلية الشريعة والقانون في جامعة محمد بن علي السنوسي بمدينةالبيضاء ليبيا بصفة أستاذ زائر لمدة شهر.
- أعير إلى قطر والكويت للدروس الرمضانية عام 1989 1990.
- أعير بصفة أستاذ زائر إلى المركز العربي للدراسات الأمنية والتدريب في العام الدراسي 6/11/1993 لمدة أسبوعين.
- يدرّس كتابه الفقه الإسلامي وأدلته بصفة مرجع أساسي في كثير من الجامعات لطلبة الدراسات العليا كالباكستان والسودان وغيرهما.
- يدرّس كتابه أصول الفقه الإسلامي في الجامعات الإسلامية بالمدينة المنورة وفي الرياض، قسم القضاء الشرعي، سابقًا.
- أشرف على كثير من رسائل الماجستير والدكتوراه في جامعة دمشق وكلية الإمام الأوزاعي في لبنان وناقش بعض الرسائل الأخرى، كما أشرف على رسائل دكتوراه وناقشها في دمشق وبيروت والخرطوم، وهي تزيد عن سبعين رسالة.
- وضع خطة الدراسة في كلية الشريعة بدمشق في أواخر الستينات وخطة الدراسة في قسم الشريعة في كلية الشريعة والقانون بالإمارات، وشارك في وضع مناهج المعاهد الشرعية في سورية عام 1999.
- قام بتقويم مجلة الشريعة والدراسات الإسلامية بجامعة الكويت عام 1988.
- له أحاديث إذاعية مستمرة في الإذاعة السورية في تفسير القرآن برنامج قصص من القرآن وبرنامج القرآن والحياة وندوات في التلفزيون في دمشق والإمارات والكويت والسعودية وفي المحطات الفضائية وحوار مع الصحافة في جرائد سوريا والكويت والسعودية والإمارات وغيرها.
- أنشأ مجلة الشريعة والقانون في جامعة الإمارات.
- كان رئيس اللجنة الثقافية العليا ورئيس لجنة المخطوطات بجامعة الإمارات.
- أحد أعضاء هيئة التحرير في مجلة نهج الإسلام بدمشق.
- رئيس مجلس الإدارة لمدرسة الشيخ عبد القادر القصاب الثانوية الشرعية بدير عطية.
- كان خطيب جامع العثمان المعروف بجامع الكويتي بدمشق، ويخطب في فترة الصيف في مسجد الإيمان بدير عطية.
- رئيس هيئة الرقابة الشرعية لشركة المضاربة والمقاصة الإسلامية في البحرين، ثم رئيس هذه الهيئة للبنك الإسلامي الدولي في المؤسسة العربية المصرفية في البحرين ولندن.
- خبير في الموسوعة العربية الكبرى بدمشق.

## عضويته
- عضو المجمع الملكي لبحوث الحضارة الإسلامية في الأردن (مؤسسة آل البيت).
- خبير في مجمع الفقه الإسلامي بجدة والمجمع الفقهي الإسلامي في مكة المكرمة، ومجمع الفقه الإسلامي في الهند وأمريكا والسودان.
- رئيس هيئة الرقابة الشرعية لشركة المضاربة والمقاصة الإسلامية في البحرين، ثم رئيس هذه الهيئة للبنك الإسلامي الدولي في المؤسسة العربية المصرفية في البحرين ولندن.
- خبير في الموسوعة العربية الكبرى في دمشق.
- رئيس لجنة الدراسات الشرعية للمؤسسات المالية الإسلامية.
- عضو مجلس الإفتاء الأعلى في سورية.
- عضو لجنة البحوث والشؤون الإسلامية وهيئة تحرير مجلة نهج الإسلام بوزارة الأوقاف السورية.
- عضو مراسل للموسوعة الفقهية في الكويت، والموسوعة العربية الكبرى في دمشق. وموسوعة الحضارة الإسلامية بالأردن، وموسوعة فقه المعاملات في مجمع الفقه الإسلامي في جدة وغيرها.
- عضويته في الهيئة الاستشارية لـ مجلة الفقه المقارن.[5]

## التقدير والجوائز
- ذا مسلم 500، أكثر مسلمي العالم تأثيرا[6]

## مؤلفاته
| - آثار الحرب في الفقه الإسلامي، مقارنة بين المذاهب الثمانية والقانون الدولي. - تخريج وتحقيق أحاديث تحفة الفقهاء للسمرقندي. - تخريج وتحقيق أحاديث وآثار (جامع العلوم والحكم لابن رجب الحنبلي) مع التعليق عليها. - السلم والحرب في الإسلام، تم إصداره باللغة الفرنسية - الفقه الإسلامي وأدلته، 11 جزء، ترجم إلى التركية والماليزية والفارسية والكردية. - الوجيز في الفقه الإسلامي - الوجيز في أصول الفقه, ترجم إلى التركية - أصول الفقه الإسلامي، ترجم إلى التركية - موسوعة الفقه الإسلامي المعاصر 8 مجلدات، دار المكتبي - موسوعة الفقه الإسلامي و القضايا المعاصرة 14 مجلد , دار الفكر - قضايا الفقه والفكر المعاصر 3 مجلدات، دار الفكر - الفقه الإسلامي في أسلوبه الجديد - تجديد الفقه الإسلامي - الكتاب الفقهي الجامعي - الواقع والطموح - أصول الفقه الحنفي - الفقه الشافعي الميسر - الفقه الحنفي الميسر، ترجم إلى التركية - الفقه الحنبلي الميسر - الفقه المالكي الميسر - الوسيط في أصول الفقه الإسلامي. - نظرية الضرورة الشرعية، دراسة مقارنة. - نظرية الضمان أو (حكم المسؤولية المدنية والجنائية) في الفقه الإسلامي، دراسة مقارنة النصوص الفقهية المختارة، بتقديم وتعليق وتحليل. - نظام الإسلام، ثلاثة أقسام: نظام العقيدة، نظام الحكم والعلاقات الدولية، مشكلات العالم الإسلامي المعاصر. - العقود المسماة في قانون المعاملات المدنية الإماراتي والقانون المدني الأردني. - العقوبات الشرعية وأسبابها، بالاشتراك مع الدكتور رمضان علي السيد. - الأصول العامة لوحدة الدين الحق (أصول مقارنة الأديان) مترجم إلى الإنجليزية. - جهود تقنين الفقه الإسلامي. - عبادة بن الصامت. - أسامة بن زيد. - سعيد بن المسيب. - عمر بن عبد العزيز. - الضوابط الشرعية للأخذ بأيسر المذاهب. | - الرخص الشرعية أحكامها وضوابطها. - الإسلام دين الجهاد لا العدوان. - الإسلام دين الشورى والديمقراطية. - القصة القرآنية، هداية وبيان. - الأحكام الضروررية والقطعية في الإسلام - القرآن الكريم بنيته التشريعية، وخصائصه الحضارية، ترجم إلى التركية - الموسوعة القرآنية الميسرة - التفسير المنير في العقيدة والشريعة والمنهج، 16 جزء، حائز على جائزة لأفضل كتاب في العالم الإسلامي للعام 1995. - القرآن الكريم البنية التشريعية والخصائص الحضارية. - التفسير الوجيز. - التفسير الوسيط في ثلاثة مجلدات. - الذرائع في السياسة الشرعية والفقه الإسلامي، رسالة ماجستير عام 1959م. - قواعد الفقه الحنبلي من كتاب (المغني) لابن قدامة. - تحقيق وتخريج أحاديث وآثار جامع العلوم والحكم لابن رجب. - تحقيق وتخريج واختصار كتاب (الأنوار في شمائل النبي المختار) للإمام محيي السنة البغوي. - تحقيق وتقسيم وخدمة شاملة لكتاب (طريق الهجرتين وباب السعادتين) لابن قيم الجوزية. - الاستنساخ جدل العلم والدين والأخلاق. - تقديم وتحقيق نيل الأوطار للشوكاني. - تقديم وتحقيق شرح مسلم للنووي. - العلاقات الدولية في الإسلام. - حقوق الإنسان في الإسلام، بالاشتراك مع آخرين. - القانون الدولي الإنساني وحقوق الإنسان، ترجم إلى الماليزية - العالم الإسلامي في مواجهة التحديات الغربية، ترجم إلى التركية والماليزية - أصول الإيمان والإسلام - المجدد جمال الدين الأفغاني - الإسلام والإعاقة، بحث في رصد الظواهر الاجتماعية للمعوقين. - مشكلات في طريق النهوض - العلاقات الدولية في الإسلام مقارنة بالقانون الدولي الحديث . - حق الحرية في العالم. - حوار حول تجديد الفقه الإسلامي. - الأسرة المسلمة في العالم المعاصر. - الإمام الشافعي. | - الموازنة بين القرآن والسنة في الأحكام. - المصارف الإسلامية. - المعاملات المالية المعاصرة. - الاقتصاد الإسلامي، تم إصداره باللغة الإنكليزية. - أخلاق المسلم علاقته بالمجتمع. - أخلاق المسلم علاقته بالخالق. - أخلاق المسلم بالنفس والكون. - شمائل المصطفى صلى الله عليه وسلم، ترجم إلى الماليزية. - فتاوى العصر - فتاوى معاصرة - قواعد الأخلاق في القرآن الكريم، مجلدين , تحت الطبع، بيروت 2013 - لعشرة المبشرون بالجنة، تحت الطبع، بيروت 2013 - الوضوء والصلاة على المذهب المالكي، تحت الطبع دار الحافظ 2013 - أحكام العبادات الناشئة، تحت الطبع دار الحافظ 2013 - الأحاديث النبوية للناشئة، تحت الطبع دار الحافظ 2013 |

## وفاته
توفي الدكتور وهبة الزحيلي يوم السبت 8 أغسطس 2015 الموافق 23 شوال 1436 هـ في دمشق بسوريا عن عمر يناهز 83 سنة .